# Rhipidia ctenophora
Rhipidia ctenophora là một loài ruồi trong họ Limoniidae. Chúng phân bố ở miền Cổ bắc.